# Honda (Tolima)
Honda és una població i municipi colombià situat al nord del departament de Tolima i al centre de Colòmbia. Limita amb els departaments de Cundinamarca i Caldas. Es Vila des del 4 de març de 1643, per ordre del Rei d'Espanya.
Elevada a categoria de ciutat el 15 de juny de el 1830.

## Toponímia
Aquest municipi deu el seu nom a un dels assentaments indígenes situat a la ribera del Riu Magdalena conformat pels aborígens Ondaimas, que al costat dels Gualies ocupaven la zona de l'actual ciutat d'Honda.
Els espanyols la van batejar com a Vila de Sant Bartomeu i després li van anar donant sobrenoms com "La ciutat dels ponts " per comptar amb més de quaranta ponts sobre els rius Magdalena, Gualí, Guarinó i la Trencada Seca.
Se l'anomena també " Ciutat de la pau " per ser un dels dos municipis tolimenses que van escapar del flagell de la violència política de la dècada de 1950. També és coneguda aquesta població al país per la " subienda " de peix, que va aproximadament de gener a març de cada any i es presenta per la fresa dels peixos que venen dels aiguamolls de la costa nord .